# Danmark under den kolde krig (rapport)
 Ikke at forveksle med Danmark under den kolde krig (udenrigspolitik).
Danmark under den kolde krig. Den sikkerhedspolitiske situation 1945-1991 er titlen på en udredning i fire bind (2.350 sider) fra Dansk Institut for Internationale Studier. Udredningen præsenteredes den 30. juni 2005.
Udredningen er blevet til på grundlag af kommissorier fra regeringerne Nyrup Rasmussen og Fogh Rasmussen.
Som titlen siger, behandler udredningen Danmarks stilling under den kolde krig.
Den konkluderer blandt andet:
- - at Danmark i hele perioden 1949-1991 var fast forankret i NATO. NATO-medlemskabet spillede en langt større rolle end de forbehold, Danmark havde f.eks. overfor placering af atomvåben på dansk jord i fredstid.
- – at fodnotepolitikken i 1980'erne ikke havde nogen påviselig betydning for den internationale udvikling, og udover et lidt skrammet renommé formentlig heller ingen betydning for Danmarks NATO-medlemskab.
- – at truslen fra Warszawapagten ofte blev overdrevet, og at den ingen planer havde om at indlede et uprovokeret angreb på Vesten.
- – at der ikke blev identificeret topspioner i Danmark, men at den østtyske efterretningstjeneste, Stasi, på et tidspunkt havde 26 danskere som agenter i Danmark, fortrinsvis med mindre opgaver. Militærattacheerne på østambassaderne var meget aktive i den militære del af Warszawapagtens efterretningsarbejde.
- – at den danske fredsdebat og den sikkerhedspolitiske diskussion der førte frem til fodnotepolitikken i overvejende grad var bestemt af internationale tendenser og idéstrømninger i den vestlige verden.
- – at SF's første leder, Aksel Larsen, efter bruddet med kommunisterne var meddeler til vestlige efterretningstjenester.
- – at det meste af Politiets Efterretningstjenestes arkiver er tilintetgjort, da efterretningstjenesten ifølge lovgivningen skal slette registreringer om personer, hvis der ikke er blevet føjet nye oplysninger til i 10 år. Dispensationer fra reglen skal behandles af det såkaldte Wambergudvalg.

Udredningen fik en blandet modtagelse hos især politikerne, og i finansloven for 2006 blev der af regeringen og Dansk Folkeparti afsat 10 mio. kroner til ny forskning i Danmark under den kolde krig. 26. januar 2006 meddelte videnskabsminister Helge Sander, at regeringen og Dansk Folkeparti var blevet enige om, at midlerne skal bruges til oprettelsen af et nyt center for forskning i den kolde krig. Det blev til Center for Koldkrigsforskning, med historikeren Bent Jensen som forskningsleder.
| Citat                                      | Opgaven skal bestå i at tilvejebringe et overskueligt værk, der med udbytte kan læses af ikke-fagfolk og således formidle de opnåede forskningsresultater til den brede offentlighed. Indsatsen skal baseres på historisk forskning på højeste videnskabelige niveau. Af særlig interesse vil være periodens principielle modsætninger i politik, i medierne og i den offentlige debat, herunder kulturdebatten i bredeste forstand - kort sagt meningsdannelsen, dens hjemlige og udefra stammende inspirationskilder samt dens udvikling i perioden. | Citat |
| Pressemeddelelse fra Videnskabsministeriet | |       |

## Ekstern henvisning
- Danmark under den kolde krig. Den sikkerhedspolitiske situation 1945-1991, København: Dansk Institut for Internationale Studier, 1. februar 2005, ISBN 87-7605-091-2, OL 21168836M, Wikidata  Q12307201

### Omtale
- Thorsten Borring Olesen (2006), "Truth on Demand: Denmark and the Cold War", Danish foreign policy yearbook 2006: 80-113, Wikidata  Q103033093